# Кубок шотландської ліги з футболу 2008—2009
Кубок шотландської ліги 2008–2009 — 63-й розіграш Кубка шотландської ліги. Змагання проводиться за системою «плей-оф», де і визначають переможця. Переможцем став Селтік.

## Календар
| Раунд        | Дата               | Матчі | Клуби   |
| ------------ | ------------------ | ----- | ------- |
| Перший раунд | 5-6 серпня 2008    | 14    | 42 → 28 |
| Другий раунд | 26-27 серпня 2008  | 12    | 28 → 16 |
| 1/8 фіналу   | 23-24 вересня 2008 | 8     | 16 → 8  |
| 1/4 фіналу   | 28-29 жовтня 2008  | 4     | 8 → 4   |
| 1/2 фіналу   | 27-28 січня 2009   | 2     | 4 → 2   |
| Фінал        | 15 березня 2009    | 1     | 2 → 1   |

## Перший раунд
| Команда 1           | Рахунок      | Команда 2              |
| ------------------- | ------------ | ---------------------- |
| 5 серпня 2008       |              |                        |
| Альбіон Роверз (4)  | 0:0 пен. 3:4 | Рейт Роверз (3)        |
| Аллоа Атлетік (3)   | 2:0          | Елгін Сіті (4)         |
| Клайд (2)           | 4:1          | Квінз Парк (3)         |
| Дамбартон (4)       | 1:1 пен. 5:4 | Еннан Атлетік (4)      |
| Монтроз (4)         | 0:2          | Ковденбіт (4)          |
| Партік Тісл (2)     | 4:3 дч       | Форфар Атлетік (4)     |
| Пітерхед (3)        | 0:2          | Данфермлін Атлетік (2) |
| Росс Каунті (2)     | 2:3 дч       | Ейрдрі Юнайтед (2)     |
| Стенхаузмур (4)     | 1:5          | Сент-Джонстон (2)      |
| Странрар (3)        | 3:6          | Грінок Мортон (2)      |
| 6 серпня 2008       |              |                        |
| Арброт (3)          | 3:2          | Стерлінг Альбіон (3)   |
| Ейр Юнайтед (3)     | 2:1          | Бервік Рейнджерс (4)   |
| Іст Файф (3)        | 0:3          | Бріхін Сіті (3)        |
| Іст Стерлінгшир (4) | 1:2 дч       | Лівінгстон (2)         |

## Другий раунд
| Команда 1              | Рахунок      | Команда 2                 |
| ---------------------- | ------------ | ------------------------- |
| 26 серпня 2008         |              |                           |
| Ковденбіт (4)          | 1:5          | Данді Юнайтед             |
| Данді (2)              | 1:2          | Партік Тісл (2)           |
| Данфермлін Атлетік (2) | 1:0          | Аллоа Атлетік (3)         |
| Гамільтон Академікал   | 3:1          | Клайд (2)                 |
| Гіберніан              | 3:4 дч       | Грінок Мортон (2)         |
| Лівінгстон (2)         | 2:1 дч       | Сент-Джонстон (2)         |
| Рейт Роверз (3)        | 1:3          | Фолкерк                   |
| Сент-Міррен            | 7:0          | Дамбартон (4)             |
| 27 серпня 2008         |              |                           |
| Арброт (3)             | 2:2 пен. 2:4 | Інвернесс Каледоніан Тісл |
| Ейр Юнайтед (3)        | 0:1          | Абердин                   |
| Бріхін Сіті (3)        | 0:1          | Кілмарнок                 |
| Гарт оф Мідлотіан      | 0:0 пен. 3:4 | Ейрдрі Юнайтед (2)        |

## 1/8 фіналу
| Команда 1              | Рахунок | Команда 2                 |
| ---------------------- | ------- | ------------------------- |
| 23 вересня 2008        |         |                           |
| Селтік                 | 4:0     | Лівінгстон (2)            |
| Данді Юнайтед          | 2:0     | Ейрдрі Юнайтед (2)        |
| Данфермлін Атлетік (2) | 2:0     | Сент-Міррен               |
| Фолкерк                | 2:1     | Квін оф зе Саут (2)       |
| Грінок Мортон (2)      | 1:2 дч  | Інвернесс Каледоніан Тісл |
| 24 вересня 2008        |         |                           |
| Кілмарнок              | 4:2     | Абердин                   |
| Мотервелл              | 1:2 дч  | Гамільтон Академікал      |
| Партік Тісл (2)        | 1:2 дч  | Рейнджерс                 |

## 1/4 фіналу
| Команда 1      | Рахунок | Команда 2                 |
| -------------- | ------- | ------------------------- |
| 28 жовтня 2008 |         |                           |
| Данді Юнайтед  | 1:0     | Данфермлін Атлетік (2)    |
| Фолкерк        | 1:0     | Інвернесс Каледоніан Тісл |
| Рейнджерс      | 2:0     | Гамільтон Академікал      |
| 29 жовтня 2008 |         |                           |
| Кілмарнок      | 1:3     | Селтік                    |

## 1/2 фіналу
| Команда 1     | Рахунок        | Команда 2     |
| ------------- | -------------- | ------------- |
| 27 січня 2009 |                |               |
| Фолкерк       | 0:3            | Рейнджерс     |
| 28 січня 2009 |                |               |
| Селтік        | 0:0 пен. 10:11 | Данді Юнайтед |

## Фінал
| 15 березня 2009 17:00 (EEST) |

| Селтік                       | 2:0 дч   | Рейнджерс |
| ---------------------------- | -------- | --------- |
| О'Ді 91' Макгіді 120' (пен.) | Протокол |           |

| Гемпден-Парк, Глазго Глядачів: 51 193 Арбітр: Дугі Макдональд |